# Parafia Wniebowzięcia Najświętszej Maryi Panny w Brodach
Parafia Wniebowzięcia Najświętszej Maryi Panny w Brodach – rzymskokatolicka parafia należąca do dekanatu Kalwaria archidiecezji krakowskiej.
Utworzona przy kościele dróżkowym Sanktuarium pasyjno-maryjnego w Kalwarii Zebrzydowskiej w Brodach, zwanym Grobkiem Matki Bożej. Początkowo (1986) ośrodek duszpasterski prowadzony przez bernardynów, od 1992 – parafia.